# Ob-La-Di, Ob-La-Da
"Ob-La-Di, Ob-La-Da" (Lennon/McCartney) är en låt av The Beatles från 1968.

## Låten och inspelningen[källabehövs]
Denna på ytan enkla och lättsamma låt krävde allt som allt 42 timmar att spela in, under sju dagar (3, 4, 5, 8, 9, 11, 15 juli 1968). Paul McCartney agerade närmast perfektionistiskt i sina krav på soundet, och stämningen var tämligen usel under sessionerna då de övriga medlemmarna blev trötta och uttråkade. John Lennon var drogpåverkad då han 8 juli hamrade fram det piano som inleder låten. Paul McCartney sjöng fel i raden om att "Desmond does his pretty face" men lät det vara kvar då det gav låten en absurd prägel. Lennon lyckades förhindra att låten blev en singel och istället kom gruppen The Marmalade att få en hit med den något efter att den släpptes på LP:n The Beatles, som utgavs i England och USA 22 november respektive 25 november 1968.

## Coverversioner
Även andra band har haft en hit med "Ob-La-Di, Ob-La-Da", först och främst popbandet The Marmalade. Deras version var producerad av Mike Smith, den producent som 1962 hade nobbat Beatles då de provspelade för hans dåvarande skivbolag Decca. Även reggaebandet Inner Circle har haft en hit med låten. Save Ferris har haft en mindre hit med låten. Låten tolkades även av Scotts på albumet Längtan 2009.

## Listplaceringar, Marmalade
| Lista (1968-1969) | Position             |
| ----------------- | -------------------- |
| Danmark           | 14 (DR "Topp 20")    |
| Finland           | 14                   |
| Nederländerna     | 3                    |
| Norge             | 1 (VG-lista)         |
| Schweiz           | 2                    |
| Storbritannien    | 1 (UK Singles Chart) |
| Sverige           | 1 (Kvällstoppen)     |
| Sverige           | 1 (Tio i topp)       |
| Västtyskland      | 2                    |
| Österrike         | 1                    |

### Fotnoter
1. ↑  ”Längtan”. Svensk mediedatabas. 22 maj 2009. http://smdb.kb.se/catalog/id/002546212. Läst 29 maj 2011.
2. ↑  ”Listplacering”. Arkiverad från originalet den 10 april 2016. https://web.archive.org/web/20160410155856/http://danskehitlister.dk/?hitlist_id=12&y=1969&hitlist_item_id=1174. Läst 6 juni 2022.
3. ↑  ”Listplacering”. http://suomenlistalevyt.blogspot.com/2015/08/marm-mat.html. Läst 6 juni 2022.
4. ↑  ”Listplacering”. https://dutchcharts.nl/showitem.asp?interpret=The+Marmalade&titel=Ob%2DLa%2DDi+Ob%2DLa%2DDa&cat=s. Läst 6 juni 2022.
5. ↑  ”Listplacering”. https://norwegiancharts.com/showitem.asp?interpret=The+Marmalade&titel=Ob%2DLa%2DDi+Ob%2DLa%2DDa&cat=s. Läst 6 juni 2022.
6. ↑  ”Listplacering”. https://hitparade.ch/song/The-Marmalade/Ob-La-Di-Ob-La-Da-66. Läst 6 juni 2022.
7. ↑  ”Marmalade Chart History” (på engelska). The Official UK Charts Company. https://www.officialcharts.com/artist/13280/marmalade/. Läst 6 juni 2022.
8. ↑  Hallberg, Eric (1993). Kvällstoppen i P3 (1:a uppl.). ISBN 91-630-2140-4
9. ↑  Hallberg, Eric (1998). Tio i topp - med de utslagna på försök 1961-74 (1:a uppl.). ISBN 91-972712-5-X
10. ↑  ”Charts Surfer – Söktjänst”. http://www.charts-surfer.de/. Läst 28 februari 2022.
11. ↑  ”Listplacering”. https://austriancharts.at/showitem.asp?interpret=The+Marmalade&titel=Ob%2DLa%2DDi+Ob%2DLa%2DDa&cat=s. Läst 6 juni 2022.